# 2002 PR170
2002 PR170, também escrito como 2002 PR170, é um objeto transnetuniano que está localizado no Cinturão de Kuiper, uma região do Sistema Solar. Este objeto é classificado como um cubewano. Ele possui uma magnitude absoluta de 7,7 e tem um diâmetro estimado com cerca de 127 km.

## Descoberta
2002 PR170 foi descoberto no dia 5 de agosto.

## Órbita
A órbita de 2002 PR170 tem uma excentricidade de 0,013 e possui um semieixo maior de 45,719 UA. O seu periélio leva o mesmo a uma distância de 45,103 UA em relação ao Sol e seu afélio a 46,334 UA.